# Шугар Таун
«Шугар Таун» (англ. Sugar Town) — американский независимый фильм Эллисон Андерс и Курта Фосса 1999 года по их же сценарию.

## Сюжет
Клайв, Джонси, Ник и Карл — старые рокеры, которые в 1980-х годах играли в различных группах и были очень популярными. Прошло время, их группы давно распались. Сейчас в конце 1990-х годов они пытаются собрать супергруппу. Они сделали демозапись, но выяснилось, что она никому не нужна.
Клайв женат на актрисе Еве, которая в молодости играла в слэшерах и была очень популярна. Сейчас ей предлагают в основном роли мам. Для неё это больная тема, так как своих детей у неё нет. Неожиданно к ним домой приходит некая женщина, которая заявляет, что она мать ребёнка Клайва. Сейчас ей нужно покинуть страну, поэтому она хотела бы на время оставить своего 12-летнего сына с отцом. Для Евы это шок, так как 12 лет назад она уже была замужем за Клайвом.
Лучшая подруга Евы Лиз работает в киноиндустрии художником-постановщиком. Она одинока и испытывает проблемы в личной жизни. Ева советует ей взять себе в качестве домработницы одну свою знакомую по имени Гвен. Гвен же мечтает стать певицей и использует Лиз в своих корыстных целях. Она использует связи Лиз, чтобы обзавестись нужными знакомствами, а также приворовывает в её доме, когда ей нужны деньги.
Гитарист Карл надеется, что идея с новой группой сработает. У него трое маленьких детей и беременная жена. Из клиники для наркоманов возвращается его брат, который планирует какое-то время пожить у него.
В какой-то момент менеджер группы Берт находит, наконец, спонсора. Это богатая вдова по имени Джейн. У нее, однако, есть одно условие. Она бы хотела провести ночь с вокалистом группы. Джейн помнит его молодым, когда он был ещё популярным. Для самого Ника это сложное предприятие, так как его больше привлекают молодые фанатки, а не взрослые женщины, но, тем не менее, ради группы он соглашается на это мероприятие.

## В ролях
- Джейд Гордон — Гвен
- Джон Тейлор — Клайв
- Розанна Аркетт — Ева
- Майкл Де Барр — Ник
- Мартин Кемп — Джонси
- Ларри Клейн — Берт
- Джон До — Карл
- Люсинда Дженни — Кейт
- Элли Шиди — Лиз
- Ричмонд Аркетт — Рик
- Луми Кавасос — Росио
- Крис Малки — Аарон
- Винсент Берри — Нерв
- Беверли Д’Анджело — Джейн
- Бижу Филлипс — фанатка

## Критика
На сайте Rotten Tomatoes рейтинг «свежести» фильма составляет 67 %. Эдвард Гутманн из San Francisco Chronicle отметил, что Эллисон Андерс талантливый, но разочаровывающий режиссёр. В её фильмах много побочных сюжетов, второстепенных деталей и персонажей и всё превращается в кашу. Скотт Тобиас из The A.V. Club отметил, что авторы фильма создали много интересных персонажей, но не смогли искусно связать их вместе. Джанет Мэслин из The New York Times положительно отозвалась о фильме. Роджер Эберт поставил фильму 3 звезды из 4.